# El pavelló Wisteria
L'aventura del pavelló Wisteria és un dels cinquanta-sis contes de Sherlock Holmes escrits per Arthur Conan Doyle. Una de les vuit històries del volum El darrer cop d'arquet, és una llarga història en dues parts que consta de "La curiosa experiència del Sr. John Scott Eccles" i "El tigre de San Pedro", que en la seva publicació original a The Strand portà el títol col·lectiu de "Una reminiscència del Sr. Sherlock Holmes".

## Sinopsi

### La curiosa experiència del Sr. John Scott Eccles
Holmes rep la visita d'un cavaller anglès pertorbat, John Scott Eccles, que vol parlar d'alguna cosa "grotesca". Tan bon punt ha arribat al 221B de Baker Street, també apareix l'inspector Gregson, juntament amb l'inspector Baynes de la policia de Surrey. Desitgen una declaració d'Eccles sobre l'assassinat a prop d'Esher d' ahir a la nit. Una nota a la butxaca del mort indica que Eccles va dir que aquella nit seria a casa de la víctima.

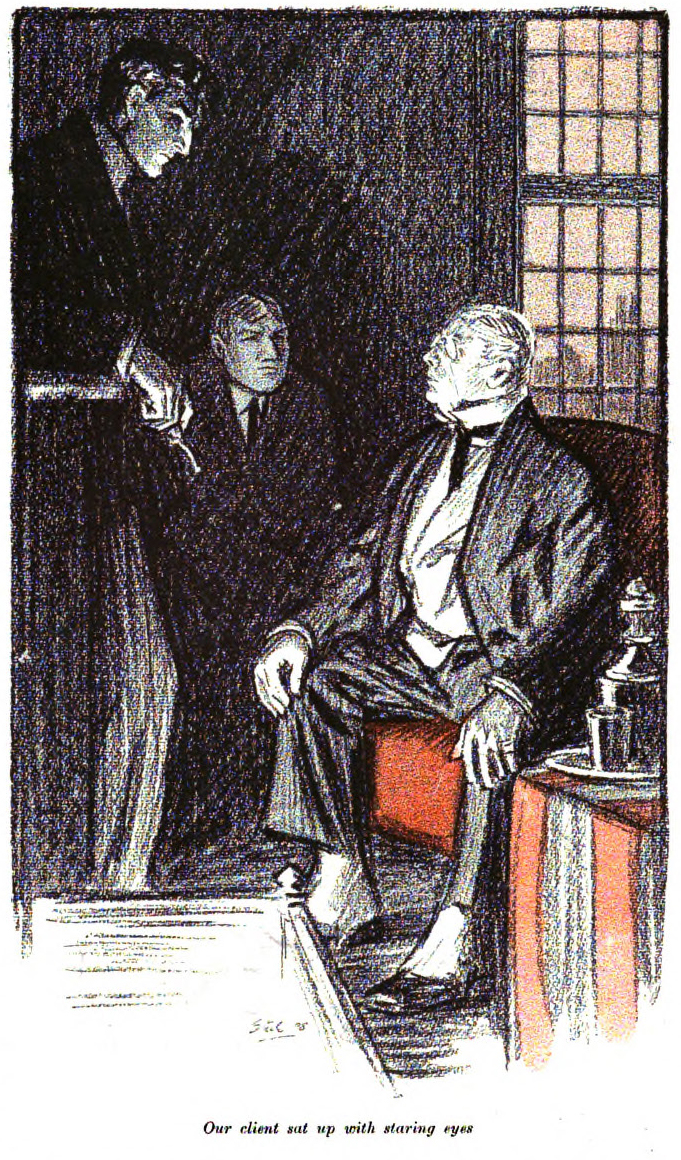
Eccles (dreta) s'assabenta de la mort de Garcia, il·lustració de 1908 de Frederic Dorr Steele a Collier's

Eccles està sorprès en saber que Aloysius Garcia ha estat colpejat fins a la mort. Sí, va passar la nit a Wisteria Lodge, la casa de lloguer de Garcia, però quan es va despertar al matí, va trobar que Garcia i els seus criats havien desaparegut tots. Estava sol en una casa buida. Recorda l'última vegada que va veure Garcia cap a la una del matí quan va venir a l'habitació d'Eccles per preguntar si havia trucat.
Eccles va conèixer a Garcia, un espanyol, a través d'un conegut, i semblava formar una amistat improbable de seguida. Garcia va convidar l'Eccles a quedar-se uns dies a casa seva, però quan l'hi va arribar, va saber que alguna cosa no anava a l'hora. Garcia semblava distret per alguna cosa, i tot l'estat d'ànim de la visita semblava bastant ombrívol. De fet, l'estat d'ànim de Garcia es va tornar encara més fosc quan el seu servent li va lliurar una nota aquella nit.
Eccles va marxar de Wisteria Lodge i va preguntar pel lloc a l'agent immobiliari, i es va sorprendre al comprovar que el lloguer de la casa s'havia pagat íntegrament. Encara més estrany, ningú a l'ambaixada espanyola a Londres no havia sentit parlar de Garcia.
L'inspector Baynes produeix la nota que Eccles va veure rebre Garcia. S'hi llegeix "Els nostres propis colors, verd i blanc. Verd obert, blanc tancat. Escala principal, primer passadís, setè dret, revestiment verd. Bon dia. D.", amb una lletra de dona. Podria haver estat una cita? Un marit gelós podria estar darrere de la mort de Garcia?
Es desprèn que Baynes ha deduït que el cos de Garcia estava estirat a la intempèrie des de la una, però Eccles diu que això és impossible, ja que Garcia va arribar a la seva habitació per aquell moment. Holmes teoritza que Garcia podria haver manipulat els rellotges per fer que Eccles es fiqués al llit abans del que pensava, i que tot el tema de venir a la seva habitació i esmentar que era la una, quan probablement era molt abans, probablement tenia com a objectiu crear una coartada, però per a què?
Tot el que Holmes pot deduir és que l'assassí viu prop de Wisteria Lodge, i en una gran casa.

### El tigre de San Pedro

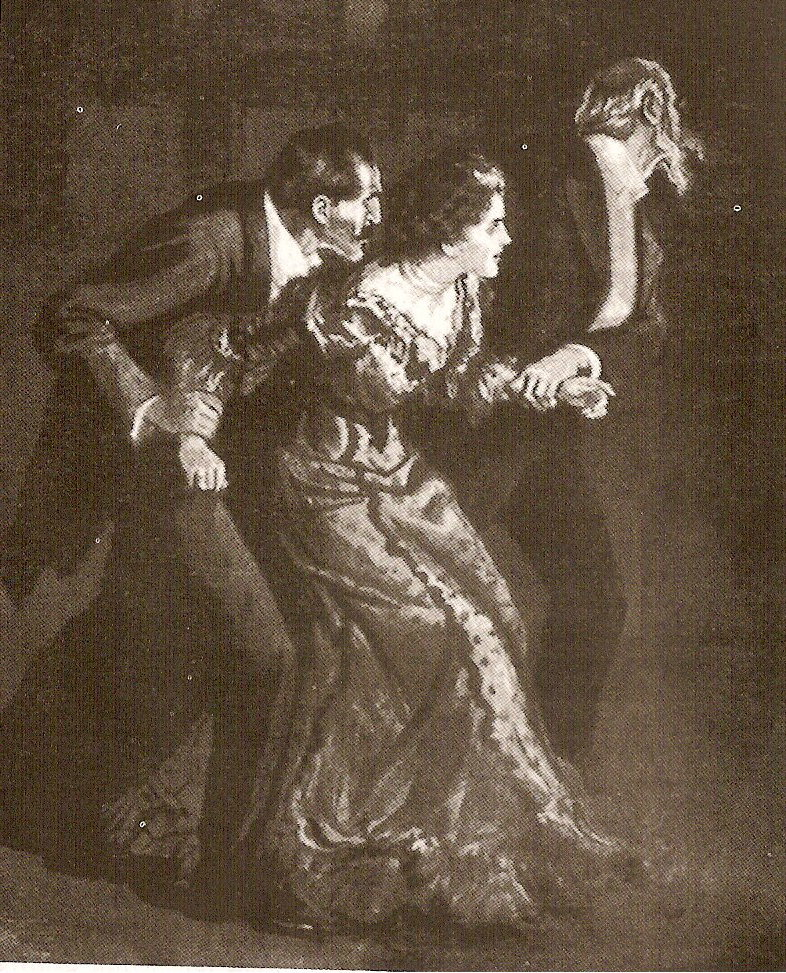
Murillo confinant a la senyoreta Burnet, il·lustració de 1908 d'Arthur Twidle

Holmes i el doctor Watson van a Esher per veure Wisteria Lodge amb l'inspector Baynes. L'agent que custodia la casa informa d'una experiència amenaçadora. Un home d'aspecte brutal —el mateix diable, va pensar el conestable— va mirar per la finestra. L'agent va perseguir, però l'intrús va fugir. Holmes estableix per les petjades que el conestable no s'imaginava això.
Dins de la casa, es poden veure una sèrie d'objectes estranys: alguna cosa que s'assembla a un nadó momificat, un ocell fet a trossos, un cub de sang i un plat ple d'ossos carbonitzats. Holmes més tard els relaciona amb el vudú, proporcionant una pista important.
De sobte, però, cinc dies després de l'assassinat, Holmes es queda sorprès en llegir al diari que Baynes ha detingut algú, el cuiner de Garcia, el tipus brutal que havia donat tal sobresalt al conestable. No obstant això, proporciona poca informació, només grunyits. Holmes està segur que el cuiner no és l'assassí, i avisa Baynes. Baynes, però, rebutja l'assistència i el consell d'Holmes.
Holmes passa l'endemà explorant les cases de camp locals i troba una d'elles interessant, la casa Henderson, el mestre de la qual òbviament ha passat temps als tròpics, i el secretari de la qual, Lucas, és un estranger de pell fosca. Les dues noies del senyor Henderson tenen una institutriu anglesa anomenada Burnet. Holmes també s'assabenta d'un jardiner acomiadat que Henderson és ric i té por d'alguna cosa, encara que ningú pot dir què. Ningú no pot dir d'on ve. Henderson també és violent.
Holmes creu que la nota críptica prové d'aquesta casa, High Gable, i l'escriptor només podria ser la senyoreta Burnet, que no ha estat vista des de la nit de l'assassinat. Holmes decideix anar a High Gable, de nit, per veure si pot "atacar el cor mateix del misteri". No té l'oportunitat.
John Warner, el jardiner acomiadat, entra i anuncia que els Henderson han fugit amb tren i han intentat endur-se a la senyoreta Burnet. Ell, però, la va portar a un taxi i la va portar a la fonda on s'allotgen Holmes i Watson. Òbviament, no estava disposada a anar amb Henderson perquè havia estat drogada amb opi.
"Henderson" també ha estat identificat, per l'inspector Baynes. Ell és Don Juan Murillo, el Tigre de San Pedro, un odiat i temut dictador derrocat de Centreamèrica. Resulta que Garcia, que era de San Pedro, no d' Espanya, va resultar mort en un complot de venjança. La senyoreta Burnet també formava part de la trama. Sí, va escriure la nota, però la secretària de Murillo la va enxampar fent-ho, Murillo la va confinar i després va esperar el moviment de Garcia, matant-lo. El nom real de la senyoreta Burnet és la senyora Victor Durando. El seu difunt marit era de San Pedro, el seu ambaixador a Gran Bretanya i un potencial rival polític de Murillo. Murillo el va fer retirar i disparar perquè no pogués suposar una amenaça per a la posició de Murillo.
Murillo i el seu secretari donen a la policia l'escrit a Londres, i ressorgeixen a Madrid amb nous àlies. Tanmateix, tots dos són assassinats i els seus assassins mai són atrapats.

## Historial de publicacions
"The Adventure of Wisteria Lodge" es va publicar per primera vegada als Estats Units a Collier's el 15 d'agost de 1908, i al Regne Unit a The Strand Magazine el setembre-octubre de 1908. A The Strand, la història es va publicar en dues parts: "The Singular Experience". del Sr. John Scott Eccles" i "El tigre de San Pedro". La història es va publicar amb sis il·lustracions de Frederic Dorr Steele a Collier's, i amb deu il·lustracions d'Arthur Twidle a the Strand Es va incloure a la col·lecció de contes El darrer cop d'arquet, que es va publicar al Regne Unit i als Estats Units l'octubre de 1917.

## Adaptacions

### Cinema i televisió
Un curtmetratge mut titulat The Tiger of San Pedro (1921) es va basar en la història. Va ser un dels curtmetratges de la sèrie de pel·lícules de Sherlock Holmes de Stoll Pictures, i va ser protagonitzada per Eille Norwood com Sherlock Holmes i Hubert Willis com el Dr. Watson.
La història va ser adaptada per a la sèrie de la BBC de 1968 amb Peter Cushing. Ara l'episodi està perdut.
L'adaptació de Granada TV amb Jeremy Brett va seguir la història original amb algunes excepcions. No s'esmenta cap de les relíquies vudú a Wisteria Lodge, i és Watson qui persegueix el cuiner, no el conestable. A més, al final, "El tigre de San Pedro" i el seu còmplice no són assassinats en un hotel de Madrid, sinó els dos compatriotes supervivents de Garcia amb la pistola de Garcia en un tren mentre Murillo fuig per escapar d'Holmes i de la llei.
A l'espectacle de titelles de la NHK Sherlock Holmes, és Gordon Lestrade, membre del comitè d'orientació vital de l'escola Beeton qui té una experiència "singular". Un dia conversa amb els alumnes anomenats Garcia i Henderson, però descobreix que desapareixen l'endemà al matí. Baynes, un alumne que informa a Holmes sobre l'assumpte, li parla del robatori de pa del magatzem d'aliments. El descobriment d'una joguina per a gossos a la seva habitació porta a Holmes a descobrir la veritat. A l'episodi s'utilitzen efectes de so Kabuki.

### Ràdio
La història va ser dramatitzada per Edith Meiser com un episodi de 1931 de la sèrie de ràdio nord-americana The Adventures of Sherlock Holmes, amb Richard Gordon com Sherlock Holmes i Leigh Lovell com el Dr. Watson. Altres episodis basats en la història es van emetre el gener de 1935, amb Louis Hector com a Holmes i Lovell com a Watson, i al setembre de 1936, amb Gordon com a Holmes i Harry West com a Watson.
Meiser també va adaptar la història per a la sèrie de ràdio nord-americana The New Adventures of Sherlock Holmes, amb Basil Rathbone com a Holmes i Nigel Bruce com a Watson. L'episodi es va emetre el desembre de 1939. Altres episodis basats en la història es van emetre el 1943 i el 1947 (amb Tom Conway com a Holmes i Bruce com a Watson).
"Wisteria Lodge" va ser adaptat per al BBC Light Program com a part de la sèrie de ràdio 1952–1969 protagonitzada per Carleton Hobbs com Holmes i Norman Shelley com Watson. La producció va ser adaptada per Michael Hardwick i es va emetre el 26 de desembre de 1966.
"Wisteria Lodge" va ser dramatitzada per a la BBC Radio 4 el 1994 per Bert Coules com a part de la sèrie de ràdio 1989-1998 protagonitzada per Clive Merrison com Holmes i Michael Williams com Watson.
El 2008, la història va ser adaptada com a episodi de The Classic Adventures of Sherlock Holmes, una sèrie del programa de ràdio nord-americà Imagination Theatre, amb John Patrick Lowrie com a Holmes i Lawrence Albert com a Watson.

### Música
La història va inspirar la cançó de jazz dels anys 70 "The Tiger of San Pedro" de John LaBarbera, que va ser popularitzada per la superestrella del trombó Bill Watrous.